# إلينغ كارلسن
إلينغ كارلسن (بالنرويجية البوكمول: Elling Carlsen)‏ هو مستكشف نرويجي، ولد في 8 سبتمبر 1819 في ترومسو في النرويج، وتوفي بنفس المكان في 18 أبريل 1900.